# 大叶耳蕨
大叶耳蕨（学名：Polystichum grandifrons）为鳞毛蕨科耳蕨属下的一个种。

## 扩展阅读
- 維基物種上的相關：大叶耳蕨